# 克里斯特爾萊克斯 (密蘇里州)
克里斯特爾萊克斯（英語：Crystal Lakes）是位於美國密蘇里州雷縣的城市。

## 人口
根據2020年美國人口普查的數據，克里斯特爾萊克斯的面積為3.26平方千米，當中陸地面積為2.85平方千米，而水域面積為0.41平方千米。當地共有人口390人，而人口密度為每平方千米120人。